# Soft Machine

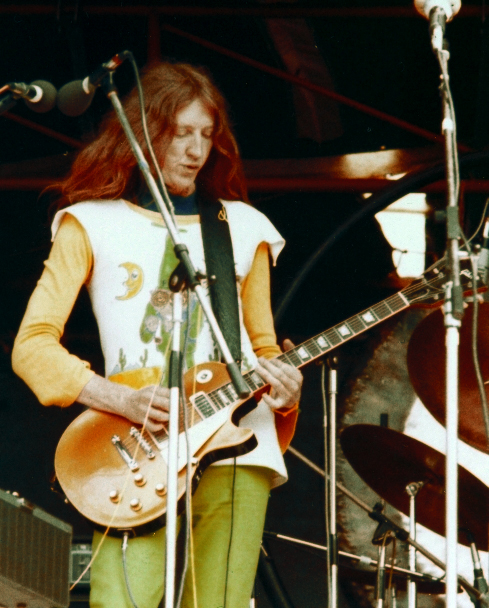
Daevid Allen, 1974

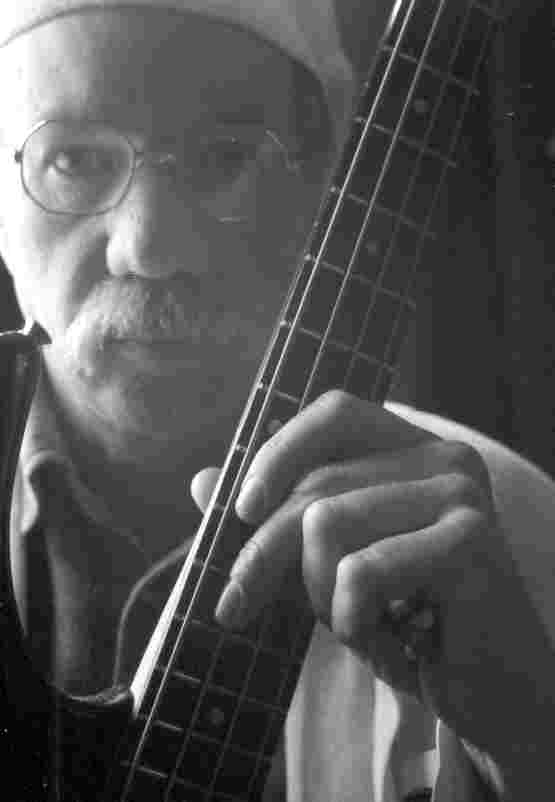
Hugh Hopper, 2007

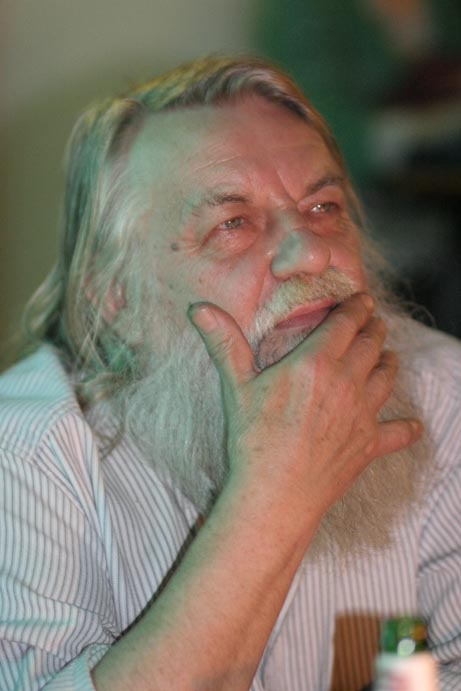
Robert Wyatt, 2006

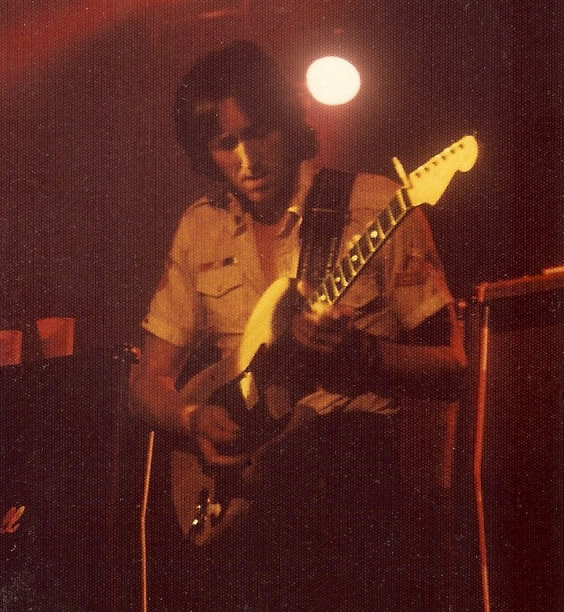
Alan Holdsworth, 1975

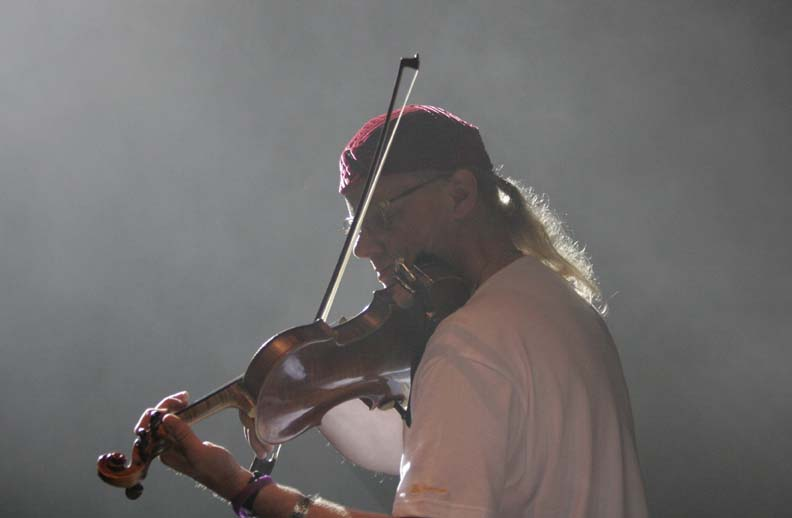
Ric Sanders, 2005

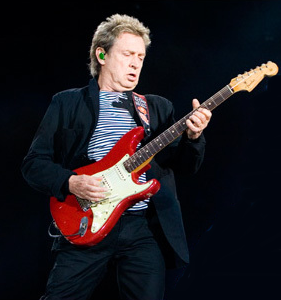
Andy Summers, 2008

Soft Machine – brytyjska progresywna grupa rockowa wywodząca się ze sceny Canterbury. Soft Machine obok Henry Cow i Pink Floyd była najwybitniejszą grupą brytyjskiego podziemia artystycznego drugiej połowy lat sześćdziesiątych. Prekursor i jeden z najwybitniejszych przedstawicieli jazz-rocka. Muzyka grupy oparta była na solowej wirtuozerii instrumentalistów, rozbudowanych solówkach łączących elementy rocka, jazzu i improwizacji, eksperymentów dźwiękowych oraz muzycznej głębi. Choć grupa nie zdobyła wielkiej popularności, zaliczana jest do najbardziej wpływowych grup rockowych.

## Historia grupy

### Okres pierwszy – do odejścia Roberta Wyatta

#### 1966–1968
Za początek istnienia zespołu uważa się sierpień 1966, gdy muzycy grupy Mister Head (Daevid Allen, Kevin Ayers, Larry Nowlin i Robert Wyatt) otrzymali zezwolenie od pisarza Williama Burroughsa na wykorzystanie tytułu jego powieści The Soft Machine (Delikatny mechanizm) jako nazwy grupy. Zespół stał się kwintetem, gdy doszedł do niego klawiszowiec Mike Ratledge. Jako kwartet (bez gitarzysty Larry’ego Nowlina) grupa w grudniu 1966 r. nagrała swój pierwszy singiel „Love Makes Sweet Music"/"Feelin' Reelin' Squeelin'”.
Zespół intensywnie koncertował. Już w sierpniu 1966 r. odbył się ich pierwszy koncert. Wystąpili na przyjęciu z okazji sprzedaży domu ucznia Gurdżijewa J.G. Bennetta sufiście Idrisowi Shahowi, przyjacielowi Roberta Gravesa . wystąpili też po raz pierwszy w Europie kontynentalnej, w hamburskim „Star Club”. Mieli podpisany tygodniowy kontrakt z klubem, jednak już po pół godzinie koncertu pierwszego dnia właściciel klubu wyłączył im prąd elektryczny. Nie wypłacono im pieniędzy i nie zwrócono im wydatków za podróż. Zaprzyjaźnione z Ratledge’em striptizerki dały im pieniądze na powrót do Anglii i kosz jedzenia na drogę .
W 1967 grupa intensywnie koncertowała, m.in. w takich klubach londyńskich jak UFO, Speakeasy, Roundhouse (na jednym z koncertów w tym klubie byli grupą wspierającą dla The Jimi Hendrix Experience), Middle Earth. W lipcu zespół występował na „Beer Festival” Discotheque Interplay w Saint-Aygulf Beach we Francji i przez sierpień w innych klubach i miastach tego kraju.
We wrześniu z powodów problemów paszportowo-wizowych opuścił grupę Daevid Allen pozostając we Francji, gdzie w jakiś czas potem założył grupę Gong. Po koncertach w Wielkiej Brytanii we wrześniu wystąpili w Holandii, a w październiku znów we Francji. Listopad spędzili koncertując w obu tych krajach.
1 lutego 1968 koncertem w Fillmore Auditorium w San Francisco rozpoczęło się amerykańskie tournée grupy, jako jednego z zespołów wspierających The Jimi Hendrix Experience. Chas Chandler i Michael Jeffery byli wówczas jednocześnie menedżerami The Jimi Hendrix Experience, Soft Machine, Eire Apparent, Pink Floyd, The Nice, The Move i Amen Corner . Grupa przebywała w USA aż do listopada. W połowie kwietnia trio (uzupełnione przez Hugh Hoppera i Cake’a) przystąpiło w Record Plant w Nowym Jorku do sesji nagraniowych swojego pierwszego albumu, który został wydany w listopadzie 1968 w USA. Od lipca do września w grupie występował gitarzysta Andy Summers, który odszedł do zespołu Eric Burdon & The Animals. Pod koniec grudnia opuścił grupę basista i wokalista Kevin Ayers.

#### 1969–1971
Zespół praktycznie się rozpadł. Jednak kontrakt na dwa albumy podpisany z firmą Probe spowodował, że musiał się reaktywować. Konsolidacja nastąpiła w lutym, gdy na miejsce Ayersa wszedł do zespołu basista Hugh Hopper, który do tej pory odpowiadał za trasy koncertowe grupy. Był znakomitym basistą, zapewne drugim, który wykorzystał „fuzz box” podłączając go do gitary basowej (według samego Hoppera po raz pierwszy użył „fuzz bass” Paul McCartney w utworze George’a Harrisona „Think for Yourself”). Po koncercie w Royal Albert Hall w Londynie 18 lutego, zespół przystąpił w Olympic Sound Studios do sesji nagraniowych. Ich plonem był drugi album grupy Volume Two wydany we wrześniu. Ukazał się także drugi singiel zespołu „Joy of a Toy”/„Why Are We Sleeping?” W USA firma Probe wydała podwójny album składający się z The Soft Machine i Volume Two.
Marzec i kwiecień grupa spędziła koncertując w Holandii, Nowym Jorku, Anglii, Szwajcarii. 3 maja zespół wziął udział w sesji nagraniowej do albumu The Madcap Laughs Syda Barretta. 10 czerwca Soft Machine nagrał występ w Maida Vale dla programu BBC „Top Gear”. Trio wspomagane było przez Briana Hoppera na saksofonie altowym. Program – „Facelift/Mousetrap/Backwards/Mousetrap Reprise” (z Brianem Hopperem) i „The Moon in June” – został wyemitowany 21 czerwca.
Następne miesiące aż do końca roku, to występy w Wielkiej Brytanii (m.in. koncert w Hyde Parku 20 września) i Holandii. W listopadzie, m.in. na koncerty we Francji grupa rozrosła się do septetu wspierając się kwartetem instrumentów dętych: Elton Dean (saksofon altowy), Lyn Dobson (saksofony: tenorowy i sopranowy), Nick Evans (puzon) i Marc Charig (skrzydłówka). Stanowili oni część Keith Tippett Group. Ze względów finansowych septetu nie udało się niestety utrzymać przez dłuższy okres i grupa zredukowała się potem do kwintetu z Eltonem Deanem i Lynem Dobsonem.
W styczniu kwintet odbył tournée po Anglii, Holandii, Niemczech i Belgii. W lutym i marcu – także jako kwintet – zespół koncertował we Francji. Koncert z 2 marca w Théâtre de la Musique w Paryżu został wyemitowany w programie telewizyjnym Pop 2. Taśmę z nagraniem koncertu odkryto niedawno i opublikowano na DVD.
W kwietniu rozpoczęły się sesje do albumu Third; skończyły się 6 maja. Podwójny album zawierający tylko cztery kompozycje, został wydany 6 czerwca przez CBS. Album wykazuje ślady konfliktu w łonie grupy, który doprowadził do odejścia w następnym roku Roberta Wyatta. Był on coraz bardziej ograniczany w sprawach wokalnych przez resztę zespołu, która chciała uczynić z Soft Machine grupę wyłącznie instrumentalną. Dlatego jeden z najlepszych utworów (a na pewno najpiękniejszy utwór) jakim jest „The Moon in June” został nagrany tylko przez Roberta Wyatta z pomocą skrzypka Raba Spalla. Hopper i Ratledge dołączają dopiero w 10 minucie w partii instrumentalnej utworu.
Następnie grupa zredukowała się do kwartetu, tylko z Eltonem Deanem na saksofonie altowym. Przyszłe miesiące to koncerty w Wielkiej Brytanii, Holandii, Francji, Hiszpanii. W grudniu zespół rozpoczął sesje do albumu Fourth. Ostatnie sesje odbyły się w Olympic Sound Studios 16, 17 i 18 listopada.
28 lutego 1971 r. został wydany przez CBS album Fourth.
Od początku roku grupa dokonała nagrań dla programu BBC „Top Gear” i koncertowała w Wielkiej Brytanii, Norwegii, Danii, Francji, Holandii, Niemczech. Pod koniec czerwca grupa rozpoczęła tournée po USA.
Po tournée, we wrześniu, Robert Wyatt opuścił zespół. Od tej pory Soft Machine stali się normalnym instrumentalnym zespołem jazzowym pozbawionym szaleństwa, humoru, głosu i specyficznego stylu gry na perkusji Roberta Wyatta. W miesiąc później Wyatt założył zespół Matching Mole. Na jego miejsce na pięć miesięcy przyszedł perkusista Phil Howard. Nagrania z nim zajmują pierwszą stronę nowego albumu grupy Fifth. Druga strona zawiera nagrania z kolejnym perkusistą Johnem Marshallem, który będzie z zespołem aż do jego rozwiązania. Marshall grał uprzednio w grupie Nucleus.

### Okres postwyattowski

#### 1972–1976
W czerwcu został wydany album Fifth. Phil Howard został perkusistą grupy Eltona Deana – Just Us. Dean odszedł z Soft Machine w maju 1972 r. Na jego miejsce został przyjęty klawiszowiec i saksofonista Karl Jenkins. W kwietniu grupa koncertowała we Włoszech, w maju we Francji. W lipcu odbyły się dwa wspólne koncerty Soft Machine z Matching Mole i Just Us. W sierpniu zespół odbył kolejne tournée po Francji a we wrześniu po Holandii i Belgii z Matching Mole. Październik i listopad to tournée po Wielkiej Brytanie (razem z Mickiem Greenwoodem). W grudniu zespół znów koncertował we Francji.
W styczniu Soft Machine koncertował we Włoszech. W lutym 1973 r. został wydany kolejny album grupy, zatytułowany Six. W maju z grupy odszedł Hugh Hopper do grupy japońskiego perkusisty Stomu Yamashty – East Wind. Na jego miejsce przyszedł basista Roy Babbington, który grał uprzednio w takich zespołach jak m.in. Keith Tippett Sextet (1967–1971), Delivery (1969–1971) i Nucleus (1972–1973). 21 czerwca rozpoczęło się tournée grupy po Francji, Hiszpanii, Włoszech. Nowy kwartet nagrał i wydał w październiku album Seven. W listopadzie zespół przyjął do swojego składu gitarzystę Allana Holdswortha. Od 3 stycznia aż do 31 marca grupa koncertował we Włoszech, Niemczech, Kanadzie i USA, a od maja do listopada (z przerwą we wrześniu) we Francji, Szwajcarii, Holandii, Belgii, Włoszech, Tunezji i Wielkiej Brytanii.
Apogeum popularności grupy. W ankiecie tygodnika muzycznego Melody Maker w 1974 r. Soft Machine zajęła 1. miejsce w kategorii „małe zespoły”. Mike Ratledge został wybrany najlepszym organistą. Roy Babbington został wybrany najlepszym basistą. John Marshall został wybrany najlepszym perkusistą. W kategorii „różnych instrumentów” na pierwszym miejscu znalazł się Karl Jenkins jako oboista. Po odejściu w marcu Allana Holdswortha ukazał się w kwietniu kolejny album zespołu Bundles. Holdsworth odszedł do nowej edycji grupy Tony’ego Williamsa Lifetime. Został zastąpiony przez Johna Etheridge’a. Był to bardzo pracowity rok dla grupy. Zespół koncertował od stycznia do grudnia, z przerwą w lipcu, w następujących krajach: Holandia, Niemcy, Hiszpania, Francja, Wielka Brytania, Włochy, Belgia, Szwajcaria, Austria.
W styczniu doszedł od grupy saksofonista Alan Wakeman. W marcu odszedł Mike Ratledge. W czerwcu opuścił grupę Alan Wakeman. W jego miejsce wszedł Ray Walreigh. W czerwcu został wydany nowy album zespołu Softs. Grupę wspomagał klawiszowiec Carol Barratt. W sierpniu odeszli z zespołu Roy Babbington i Ray Warleigh. Zostali zastąpieni odpowiednio przez Percy’ego Jonesa i skrzypka Rica Sandersa. W grudniu 1976 odszedł Percy Jones. Został zastąpiony przez Steve’a Cooka. Grupa koncertowała od lutego do grudnia (z przerwami w marcu i listopadzie) w Belgii, Włoszech, Austrii, Holandii, Irlandii, Niemczech, Norwegii, Szwecji, Danii, Francji.

#### 1977–1984
W styczniu i lutym grupa odbyła tournée po Holandii, Niemczech, Austrii, Jugosławii, Holandii i Belgii. W lipcu grupa dała cztery koncerty w Paryżu. Nagrania dokonane na tych koncertach złożyły się na koncertowy album Alive and Well wydany w marcu 1978 r. Ukazał się także singiel „Soft Space”, który został podzielony na obie strony płytki. 8 grudnia zespół wystąpił po raz ostatni na „Sound & Musik Festival ’78" w Westfallenhalle w Dortmundzie w Niemczech. Skład zespołu to: Karl Jenkins, Steve Cook, gitarzysta Alan Holdsworth i John Marshall.
W czerwcu i lipcu Soft Machine po raz pierwszy stał się oktetem: Karl Jenkins, basista Jack Bruce, gitarzysta Alan Holdsworth, John Marshall, pianista John Taylor, Ray Warleigh, saksofonista tenorowy Dick Morrisssey (z grupy If) i Alan Parker na gitarze rytmicznej. Ten skład nagrał album Land of Cockayne. Reaktywacja grupy na 6 koncertów w „Ronnie Scott’s” w Londynie w lipcu i sierpniu. Sekstet miał następujący skład: Karl Jenkins, klawiszowiec Dave MacRae, Ray Warleigh, John Etheridge, basista Paul Carmichael i John Marshall.

#### 2005
Reaktywacja grupy w składzie: Elton Dean, John Etheridge, Hugh Hopper i John Marshall w New Morning w Paryżu. Sfilmowany koncert ukazał się na DVD.

## Muzycy
- Daevid Allen – śpiew, gitara
- Kevin Ayers – śpiew, gitara basowa
- Roy Babbington – gitara basowa
- Marc Charig – trąbka
- Elton Dean – saksofon
- Lyn Dobson – saksofon
- John Etheridge – gitara
- Nick Evans – puzon
- Jimmy Hastings – klarnet, flet
- Allan Holdsworth – gitara
- Brian Hopper – saksofon
- Hugh Hopper – gitara basowa
- Phil Howard – perkusja
- Karl Jenkins – saksofon, flet, obój
- John Marshall – perkusja
- Mike Ratledge – instrumenty klawiszowe
- Alan Skidmore – saksofon
- Alan Wakeman – saksofon
- Ray Warleigh – saksofon
- Robert Wyatt – śpiew, perkusja, kornet, trąbka, fortepian, organy, instrumenty perkusyjne, wiolonczela

## Dyskografia[4]

### Single
- Love Makes Sweet Music/Feelin’ Reelin’ Squeelin’  WB Polydor 56151 (1967)
- Joy of a Toy/Why Are We Sleepin’  USA Probe 45-452 (1969)
- Soft Space WB Harvest HAR 5155 (1978) (był to jeden utwór podzielony na obydwu stronach singla)

### Albumy studyjne
- The Soft Machine

USA LP – ABC/Probe CPLP 4500 (1968); CD – Big Beat Records 22064 (1987)
WB LP – Big Beat WIKA 57 (1986); CD – One Way Records 22064 (1993)
- Volume Two

WB LP – ABC/Probe SPB 1002 (1969); LP – Big Beat WIKA 58 (1986); CD – One Way Records 22065 (1993)
USA LP – Probe CPLP 45055 (1969); CD – Beat Goes On BGO 180 (1993)
- Third

WB LP – CBS 66246 (1970); CD – Decal LIKD 35 (1988); CD – Beat Goes On BGOCD 180 (1993); CD – Columbia 4714072 (1996)
USA LP – Columbia G 30339 (1970); CD – Columbia 30339 (1988); CD – Sony 30339 (1991); CD – Beat Goes On BGO 180 (1993)
- Fourth

WB LP – CBS 64280 (1971);
USA LP – Columbia C 30754 (1971); CD – One Way Records 26254 (1995);
- Fifth

WB LP – CBS 64806 (1972)
USA LP – Columbia 31604 (1972); CD – Epic/Sony ESCA 5418 (1991); CD – One Way Records 26227 (1995)
- Six

WB LP – CBS 66214 (1973); CD – One Way Records A26255 (1995); CD – Columbia/Rewind 4949812 (1999)
USA LP – Columbia 32260 (1973); CD – One Way Records 26255 (1996)
- Seven

WB LP – CBS 65799 ((1973); CD – One Way Records A26256 (1995)
USA LP – Columbia 32716 (1973); CD – Epic/Sony ESCA 5419 (1991); CD – One Way Records A26256 (1995)
- Bundles

WB LP – Harvest SHSP 4044 (1975); LP – See for Miles Records SEE 283 (1990); CD – See for Miles Records SEE CD283 (1994)
USA LP – See for Miles Records SEE 283 (1989); CD – See for Miles Records SEE CD283 (1994)
- Softs

WB LP – Harvest SHSP 4056 (1976); LP – See for Miles Records SEE 285 (1990); CD – See for Miles Records SEE CD285 (1995)
USA LP – See for Miles Records SEE 285 (1990); CD – See for Miles Records SEE CD285 (1995)
- Land of Cockayne

WB LP – EMI EMC 3348 (1981)
USA LP – EMI Records 07439 (1981); CD – One Way Records s21-18936 (1996)
- Hidden Details

WB LP – Tonefloat – TF185 (2018); CD – Dyad Records – DY029 (2018)
USA CD – Moonjune Records – MJR093 (2018)
- Other Doors

WB LP – Tonefloat – TFLP205G/TF205 (2023); CD – Dyad Records – DY032 (2023)
USA CD – Moonjune Records – MJR130 (2023)
Inne studyjne
- The Soft Machine Volume 1 & Volume 2 USA LP – Probe GTSP 204 (1969) – wydanie 1 i 2 albumu jako podwójnego albumu.
- The Soft Machine Volume One & Two

WB CD – Big Beat/Chiswick CDWIKD 920 (1989)
USA CD – Big Beat CDWIKD 920 (1989)
- The Soft Machine USA LP – Command RSSD 964-2 (1973) – wydanie 1 i 2 albumu jako podwójnego albumu.
- Fourth & Fifth

WB CD – Columbia/Rewind/Sony 4933412 (1999)
USA CD – Epic/Sony ESCA 5418 (1991)
- Six & Seven WB LP – (1991); CD Edsel MEDCD 740 (2004)
- At the Beginning' WB LP – Charly CR 30014 (1977); CD – Charly/Decal CD 197 (1989); znany także jako Jet-Propelled Photographs WB CD – Griffin Music (1994); Charly CDGR 188 (1997); LP – Get Back GET 560 (1999). USA CD – Varese Records 061264 (2002); Soft Machine WB CD – Dressed to Kill METRO 380 (2002) i USA CD – Dressed to Kill METRO 380 (2000)
- Spaced WB CD – Cuneiform Rune 90 (1996); The Soft Machine WB CD – Neon NE 34531 (2001)

### Kompilacje i zestawy pudełkowe
- Triple Echo WB LP Harvest SHTW 800 (1977)
- The Peel Sessions WB LP – Strange Fruit SFRLP 201 (1990); CD – Strange Fruit SFRCD 201 (1999)
- The Untouchable Collection (1975–1978) USA CD – Castle Communications CCSCD 281 (1990)
- Soft Machine Box Set WB CD
- Soft Machine WB CD – Movieplay Gold MPG 74033
- The Best of Soft Machine: the Harvest Years WB CD – See for Miles C5MCD 623 (1995)
- Soft Machine Turns On Volume 1 WB CD – Voiceprint VP231CD (2001)
- Man on a Deaf Corner

WB CD – Mooncrest CRESTDCD 062 (2001)
USA CD – Sanctuary/Trojan 80259 (2002)
- Backwards USA Cuneiform Rune 170 (2002)

### Albumy koncertowe
- Alive & Well: Recorded in Paris

WB LP – Harvest SHSP 4083 (1978); LP – See for Miles Records SEE 290 (1990); CD – See for Miles Records SEE CD290 (1995)
USA LP – See for Miles Records SEE 290 (1990); CD – See for Miles Records SEE CD290 (1995)
- Live at the Proms LP – Reckless RECK 5 (1988); CD – Reckless CD RECK 5 (1988)
- BBC Radio 1 Live in Concert WB CD – Windsong WINCD 031 (1993)
- BBC Radio 1 Live in Concert WB CD – Windsong WINCD 056 (1994)
- Live in France USA CD – One Way Records OW 31445 (1995); jako Live in Paris USA i WB Cuneiform Rune 195/196 (2004)
- Live in Paradiso 1969 WB CD – Voiceprint VP193CD (1995)
- Virtually WB CD – Cuneiform Rune 100 (1998)
- Live 1970 WB CD – Blueprint/Voiceprint VP290CD (1998)
- Noisette WB CD – Cuneiform Rune 130 (2000)
- Soft Machine Turns On Volume 2 WB CD – Voiceprint VP234CD (2001)
- Facelift WB CD Voiceprint VP233CD (2002)
- BBC Radio 1967–1971 WB CD – HUX 037 (2003)
- BBC Radio 1971–1974 WB CD – HUX 047 (2003)
- Somewhere in Soho' WB CD – Voiceprint VP262CD (2004)
- Breda Reactor WB CD – Voiceprint VP345CD (2005)
- Grides WB CD/DVD – Cuneiform/Radiobremen Rune 230/231
- Middle Earth Masters USA i WB CD – Cuneiform Rune 235 (2006)

## Wideografia
- Alive in Paris 1970 (2008) (koncert nagrany 2.3.1970 w Théâtre de la Musique w Paryżu)
- Beat Club TV 1971 (2006) (nagrania z Radio Bremen sfilmowane przez niemiecką TV i wyemitowane przez Beat Club TV. DVD dołączono do albumu Grides)
- Soft Machine Legacy. The Paris Concert (2006) (koncert nagrany 12.12.2005 w New Morning w Paryżu)